# Lipany (okres Sabinov)
Lipany (německy Siebenlinden, maďarsky Héthárs) jsou město na severovýchodním Slovensku, v Prešovském kraji. V Lipanech žije přibližně 6 500 obyvatel a ve spádové oblasti 25 000 lidí. Představuje kulturně-administrativní centrum severní části Hornotoryského regionu cestovního ruchu.
Dne 20. července 1998 obec postihla povodeň, která zde a v okolních obcích připravila o život celkem 50 lidí.

## Poloha
Město se nachází horním toku řeky Torysy, mezi pohořími Čergov a Bachureň, cca 30 km od Prešova a cca 35 km od Staré Ľubovně.

## Historie
První písemná zmínka o Lipanech pochází z roku 1312. V 16. století obec získala městská práva.

## Osobnosti
- Heinrich Neumann (1873–1939) – lékař
- František Miko (1920–2010) – jazykovědec
- Milan Gaľa (1953–2012) – lékař a politik
- Maruška Nedomová (* 1963) – herečka a zpěvačka
- Stanislav Varga (* 1972) – fotbalista
- Adam Zreľák (* 1994) – fotbalista